# Démocratie libérale

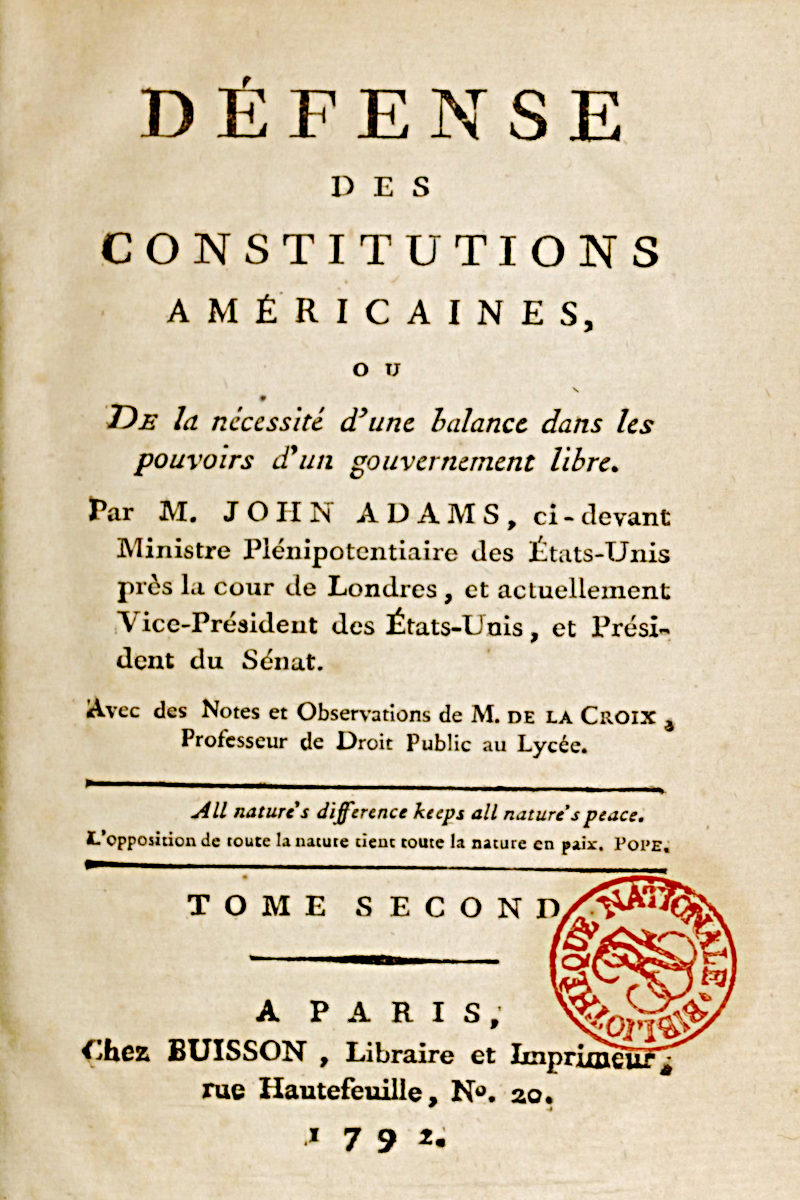
John Adams – Defense of the American Constitutions, Band 2, Titelseite, 1792

Démocratie libérale (DL; deutsch „Liberale Demokratie“; voller Name  Démocratie libérale, Républicains indépendants et Républicains) war eine rechtsliberale Partei in Frankreich. Sie ging 1997 aus der Parti républicain hervor und verschmolz 2002 in der Union pour un mouvement populaire (UMP). Der Vorsitzende der Partei war Alain Madelin.

## Geschichte
Als Vorläufer der Démocratie Libérale kann der Club Idées Action angesehen werden, den der damalige Minister für Unternehmen und Wirtschaftsentwicklung Alain Madelin 1994/95 ins Leben rief. Diesem gehörten z. B. Claude Malhuret, Dominique Bussereau und Thierry Mariani an. Die Parlamentswahl im Mai/Juni 1997 brachte einen Sieg der linken Parteien, ein Anwachsen der rechtsextremen Front National und eine massive Niederlage der Mitte-rechts-Parteien. Die rechtsliberale Parti républicain (PR) beschloss daraufhin am 24. Juni 1997 ihre Umbenennung in Démocratie Libérale. Damit sollte die Partei wieder breiter aufgestellt werden. Tatsächlich traten der DL auch Politiker wie Dominique Bussereau, Jean-Pierre Raffarin und Charles Millon bei, die die PR bei der Spaltung 1995 verlassen hatten.
Die Partei gehörte zunächst – wie ihre Vorläuferin PR – dem bürgerlichen Parteienbündnis Union pour la démocratie française (UDF) an, verließ dieses jedoch am 16. Mai 1998 nach einem Streit um die Strategie bei den Regionalwahlen: Die DL befürwortete, dass sich bürgerliche Kandidaten notfalls auch mit den Stimmen der rechtsextremen Front National zu Regionalpräsidenten wählen ließen; während die zentristische Komponente der UDF, die Force démocrate, dies kategorisch ausschloss. Am 25. Mai folgte der Austritt von 30 Abgeordneten der Nationalversammlung aus der UDF-Fraktion. Sie gründeten unter dem Namen Démocratie Libérale et Indépendant (DLI) eine eigene Fraktion. Ein Teil der DL-Mitglieder optierte aber, in der UDF zu bleiben (z. B. François Léotard, Gérard Longuet, Renaud Donnedieu de Vabres) und gründete dazu den Pôle républicain indépendant et libéral (PRIL).
Bei den Europawahlen 1999 bildete die Partei eine Allianz mit dem gaullistischen Rassemblement pour la République (RPR). Sechs Kandidaten der DL zogen in das Europäische Parlament ein (darunter Alain Madelin, Françoise Grossetête, Tokia Saïfi), wo sie in der konservativen Fraktion EVP-ED saßen. Trotz dieses Bündnisses mit der Partei von Präsident Jacques Chirac kündigte Madelin im November 2000 seine Kandidatur bei den anstehenden Präsidentschaftswahlen an. Im Vorfeld der Wahl verweigerten 33 der 43 Abgeordneten der Partei ihrem Kandidaten hingegen die Unterstützung und forderten zu einer Wahl Chiracs auf.
Madelin erreichte beim ersten Durchgang der Wahl im April 2002 insgesamt 3,9 % der Wählerstimmen. Nach der Gründung der UMP am 23. April desselben Jahres unterstützten 39 von 43 Abgeordneten in einer Erklärung die Gründung des konservativen Parteienbündnisses, unter dessen Namen die Kandidaten der DL bei den Parlamentswahlen im Juni antraten. Mit Jean-Pierre Raffarin ernannte Chirac im Mai 2002 einen Politiker der DL zum Ministerpräsidenten. Allerdings stimmten im September 84,3 % der Mitglieder für eine Auflösung der Partei, was deren Integration in die UMP, die im November 2002 zur offiziellen Partei wurde, zur Folge hatte.